# Sarcophage d'Alexandre

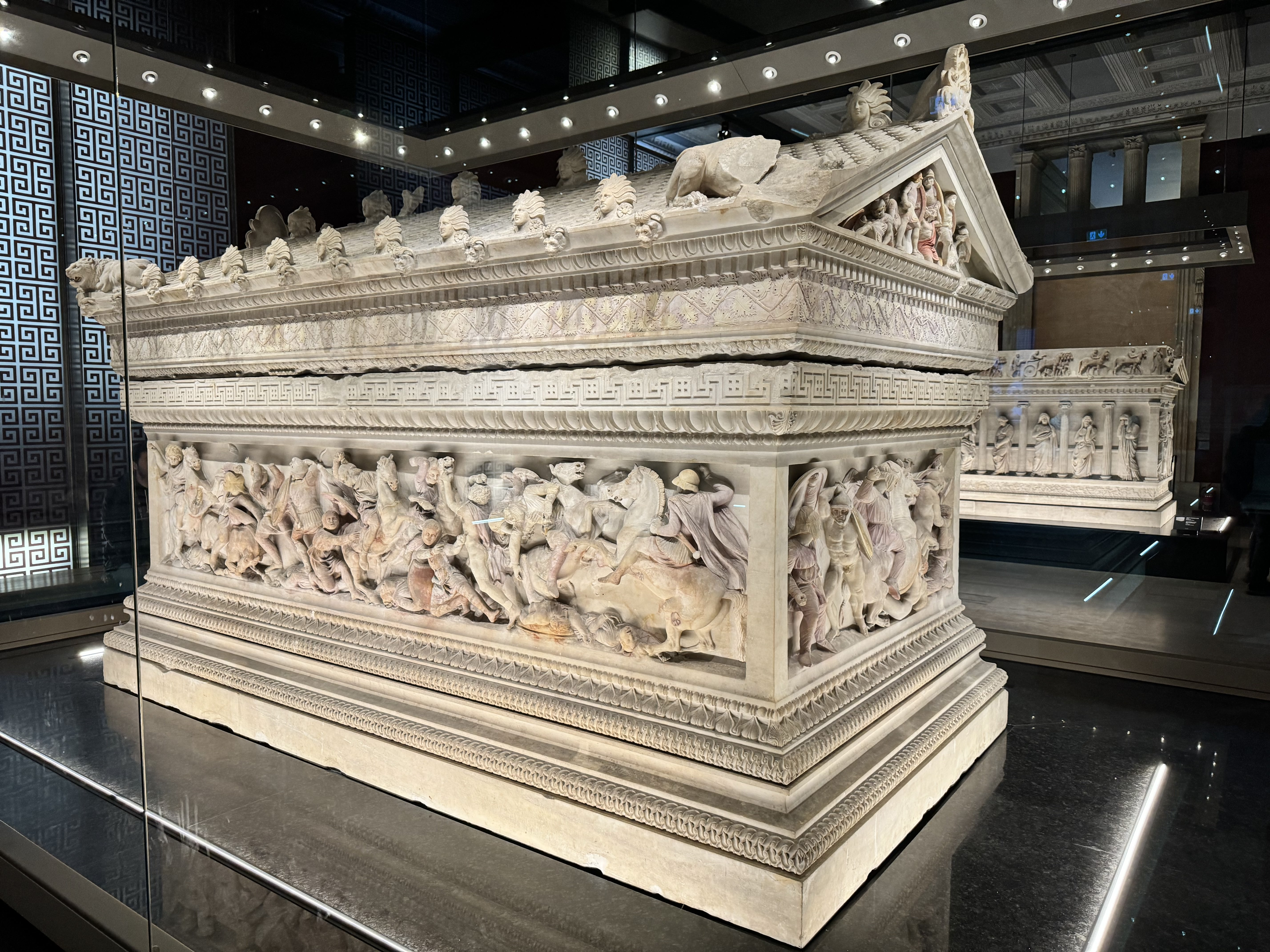
Le sarcophage d'Alexandre. Au fond, le sarcophage des Pleureuses, de même provenance.

Le sarcophage d'Alexandre (plus exactement : le sarcophage dit « d'Alexandre ») est un sarcophage hellénistique en marbre de la fin du IVe siècle av. J.-C. provenant de la nécropole de Sidon, au Liban. Il est orné de sculptures en bas-relief représentant Alexandre le Grand et de récits historiques et mythologiques. L'œuvre, remarquablement bien conservée, est connue pour ses vestiges de polychromie. 
Le sarcophage fait actuellement partie du fonds du musée archéologique d'Istanbul.

## Historique
Selon de nombreux érudits, la provenance et la datation du sarcophage d'Alexandre apparaissent bien établies. Il provient de la ville de Sidon, et il a fait l'objet d'une commande postérieure à 332 av. J.-C.. La représentation continue d'Abdalonymos, roi de Sidon, aide à circonscrire la période probable de la réalisation de ce sarcophage. Nous savons qu'Abdalonymos a été nommé à ce poste par Alexandre le Grand entre -333 et -332 et qu'il serait mort vers -311 (bien que la date exacte soit inconnue). Il a été démontré par l'archéologue et érudit Karl Schefold qu'il a été réalisé avant la mort d'Abdalonyme, en raison de sa manière encore classique, semble-t-il non influencée par le style de Lysippe. Schefold soutient que le sarcophage adopte une approche assez conservatrice dans sa composition et son iconographie, contrastant avec la progression stylistique marquée par l'œuvre de Lysippe. Il affirme également que sa tombe aurait été préparée avant la mort d'Abdalonymos, bien que la question reste ouverte en raison de la chronologie assez vague de sa biographie.

## Découverte

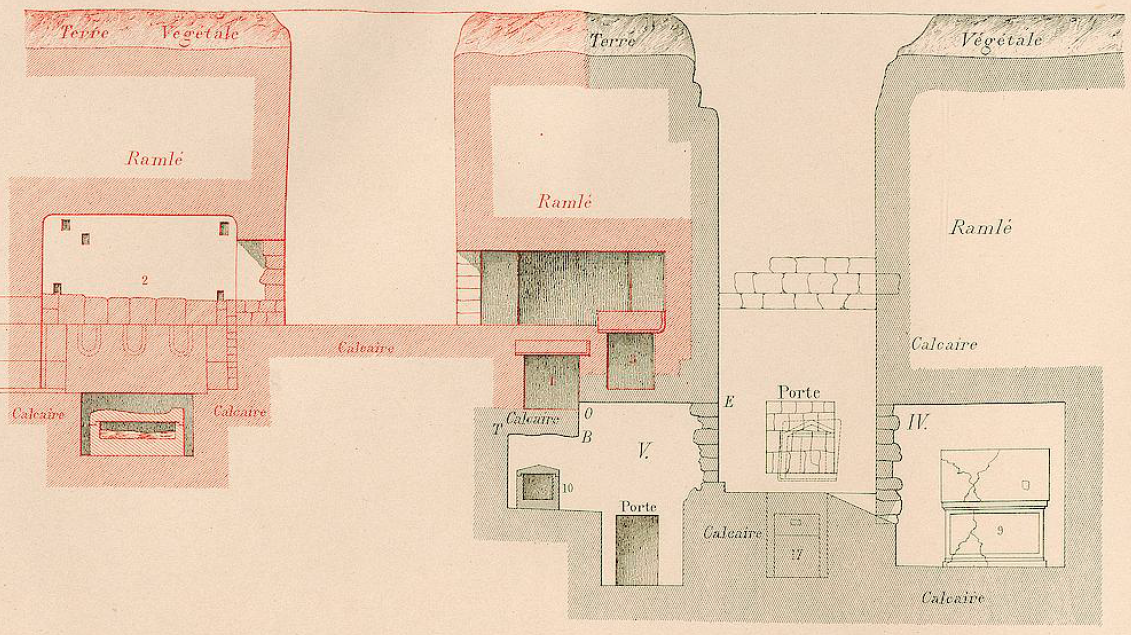
Coupe transversale de la nécropole d'Ayaa. Le sarcophage d'Alexandre est au milieu en bas.

Le sarcophage d'Alexandre a été trouvé dans une nécropole souterraine divisée en deux hypogées, comprenant un temple souterrain et un tombeau composé de plusieurs pièces. Le site, qui a probablement tenu lieu de nécropole royale, fournit des indications sur le titulaire possible de ce sarcophage. Il fait partie d'un ensemble de quatre sarcophages sculptés massifs disposés en deux paires, découverts lors des fouilles menées en 1887 dans la nécropole d'Ayaa, près de Sidon (Saïda), au Liban, par les archéologues ottomans Osman Hamdi Bey et Yervant Voskan (en).

## Description
Le sarcophage, en marbre du Pentélique, conserve des traces claires et identifiables de sa polychromie. Il a la forme générale et les proportions d'un temple grec en réduction. Il est décoré de hauts reliefs représentant une scène de bataille et une scène de chasse au lion.
Les sculptures de l'un des longs côtés représentent Alexandre combattant les Perses à la bataille d'Issos. Volkmar von Graeve, comparant cette représentation à celle de la célèbre mosaïque d'Alexandre découverte à Pompéi, conclut que l'iconographie des deux œuvres dérive d'un original commun, une peinture perdue de Philoxène d'Érétrie. Alexandre est représenté monté, portant une peau de lion sur la tête et se préparant à lancer une lance sur la cavalerie perse. Certains chercheurs pensent qu'une deuxième figure macédonienne à cheval près du centre représente Héphestion, le vieil ami proche d'Alexandre. Une troisième figure macédonienne à cheval est souvent identifiée comme Perdiccas.
Le long côté opposé montre Alexandre et les Macédoniens chassant les lions avec Abdalonymos et les Perses.
Les courtes scènes des deux façades dirigent le regard vers la mythique chasse au lion : l'une représente Abdalonymos chassant une panthère ; l'autre extrémité dépeint une bataille, peut-être la bataille de Gaza, auquel cas le fronton situé au-dessus de cette scène montrerait le meurtre de Perdiccas. L'autre fronton, sur le couvercle, montre Abdalonymos au combat.
Ce sarcophage était celui du roi Abdalonymos, dernier roi de Sidon, en Phénicie. Il avait été placé sur le trône par Alexandre, aussi lui rend-il hommage à travers son sarcophage.
La scène de bataille est un hommage à Alexandre le Grand, toujours glorieux et victorieux. Il est représenté à gauche de la scène, coiffé d'une peau de lion qui se termine par une corne de bélier. Son regard est très perçant : Alexandre est représenté ici comme un dieu. Il se disait fils de Zeus Ammon, dont l'emblème était la corne de bélier. Au centre de la scène est représenté, à cheval, le roi Abdalonymos. Cette scène de bataille illustre les combats des Grecs contre les Perses qu'on reconnait grâce à leur tenue : ils portent un pantalon et sont coiffés d'un turban.
La scène de chasse, où Alexandre et Abdalonymos chassent le lion avec les Perses, est le symbole de la paix apportée par Alexandre.

## Galerie

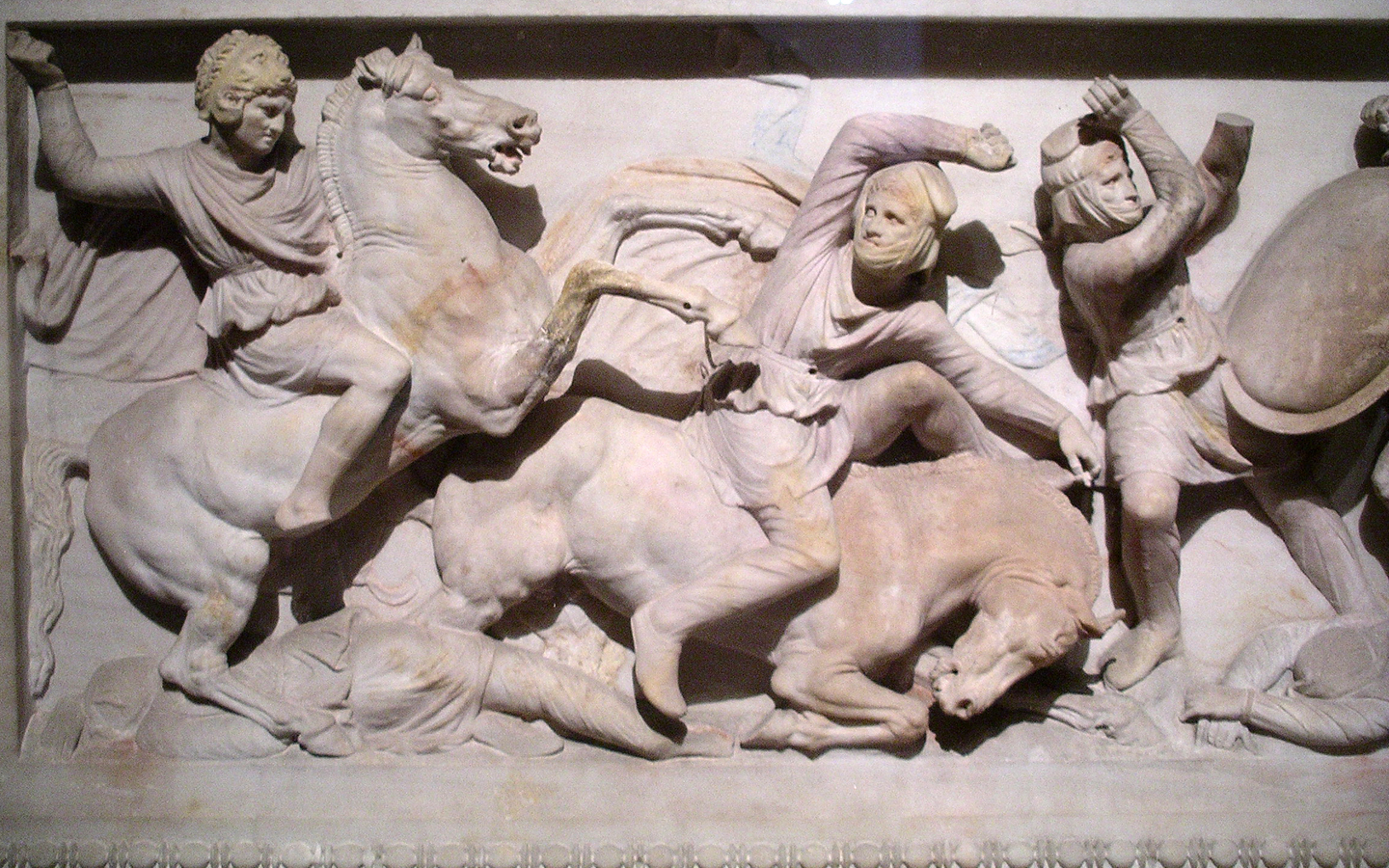
Alexandre vainc les Perses, sur le grand côté A.
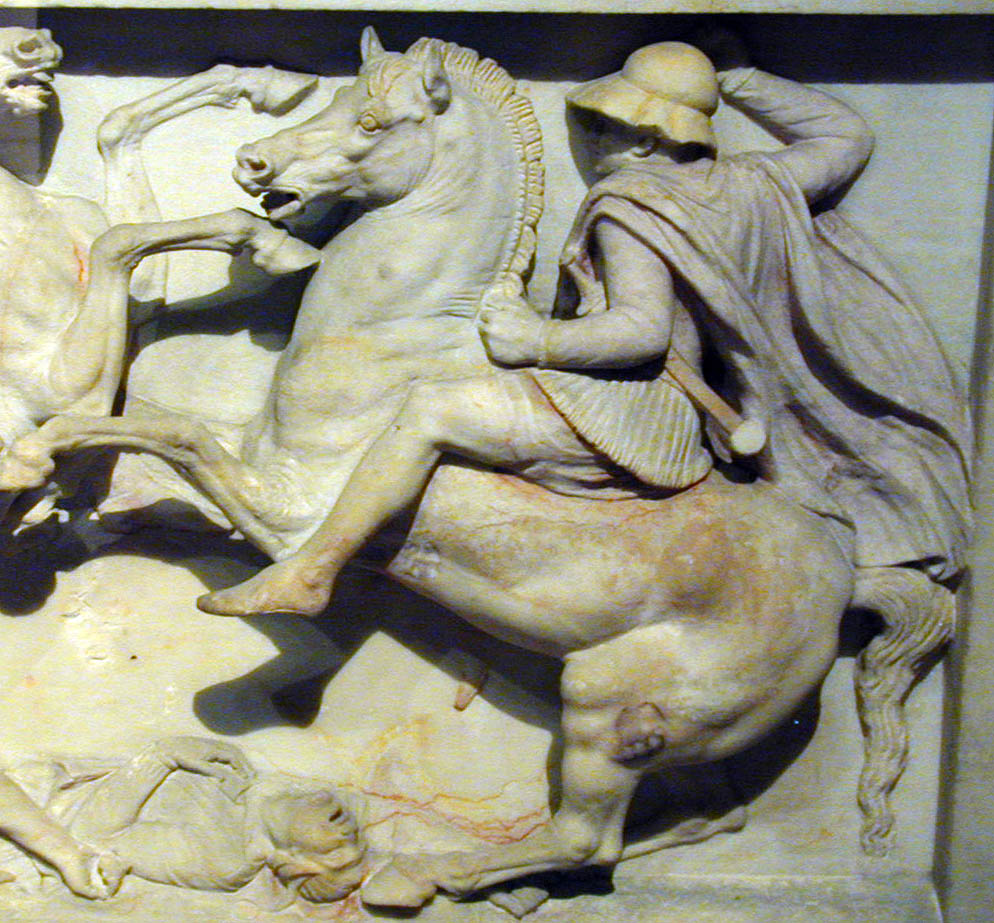
Un cavalier portant un casque béotien.
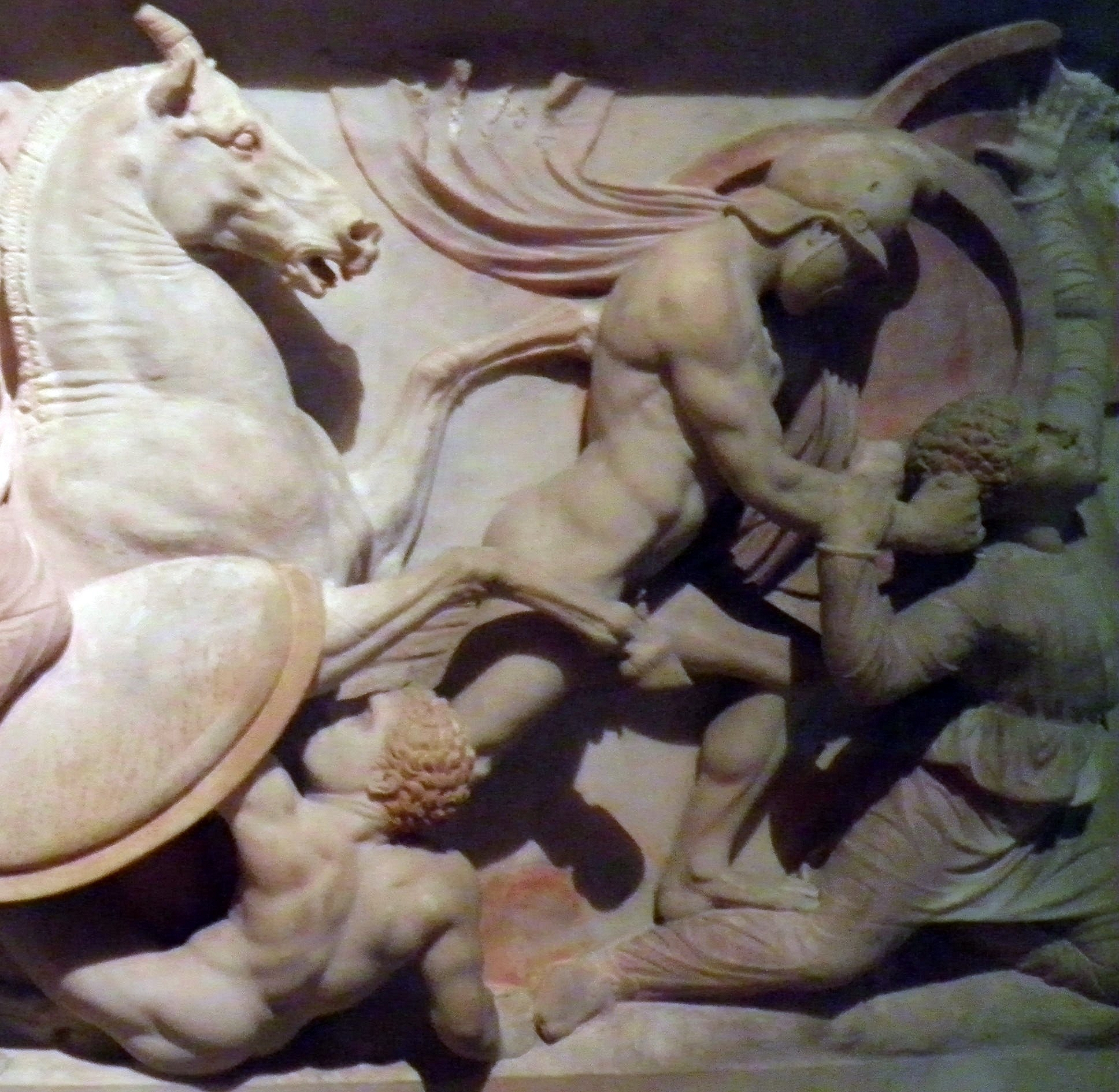
Un Grec tue un Perse, sur l'un des petits côtés.
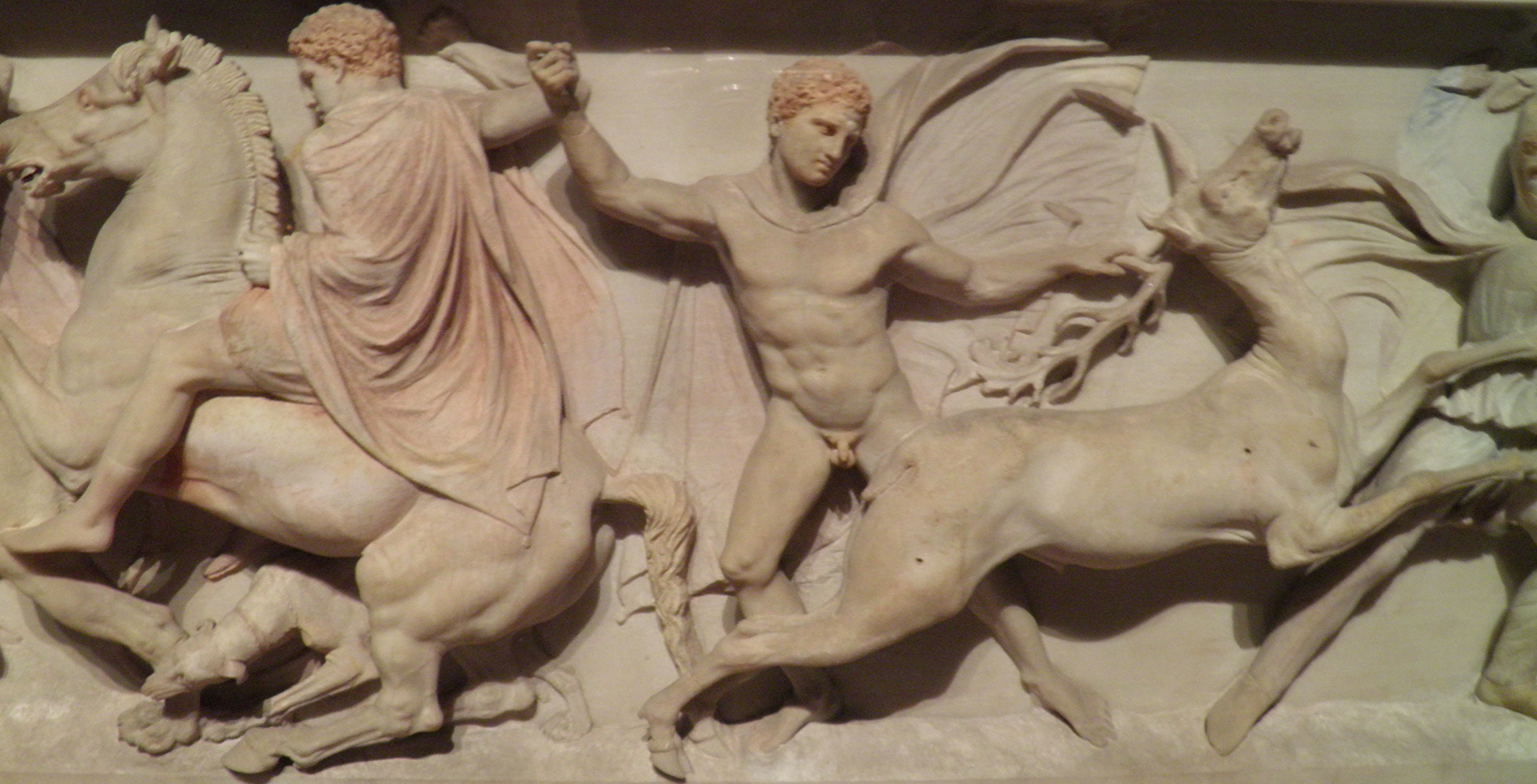
Scène de chasse, sur le grand côté B.
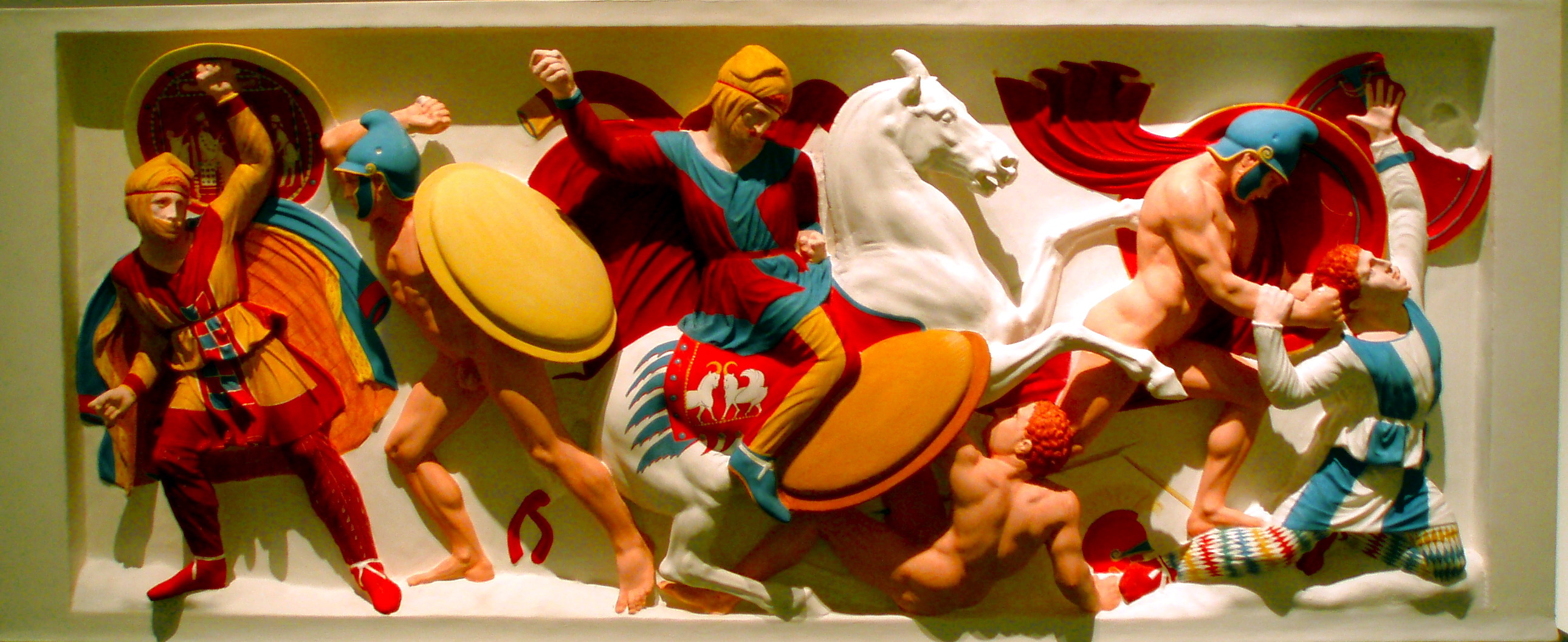
Reconstitution en couleurs de l'un des petits côtés.